# Mare Vint
Mare Vint   (Tallinn, 15 de setembre de 1942 - 10 de maig de 2020) (nascuda Mare Mänd) va ser una artista gràfica estoniana. A la seva obra, Vint va representar principalment un paisatge ideal.

## Biografia
Vint va néixer a Tallinn, on es va graduar a l'escola secundària el 1961. De 1962 a 1967, va estudiar a l’Institut d'Art Estatal de la SSR d'Estònia; es va graduar com a artista del vidre. De 1967 a 1969, va treballar com a professora d'art de secundària a Tallinn, després com a artista independent. Va ser membre de la Unió d'Artistes d'Estònia des de 1973.
Va treballar en dibuix a tinta i llapis, i sobretot litografia des de 1972. A l'obra de Mare Vint de la segona meitat dels anys 60 i principis dels 70 va sorgir un estil, caracteritzat pel contrast en blanc i negre dels dibuixos, en què el color és més condicional.
Va ser guardonada amb l’Orde de l'Estrella Blanca IV classe, el 2015.

## Altres premis

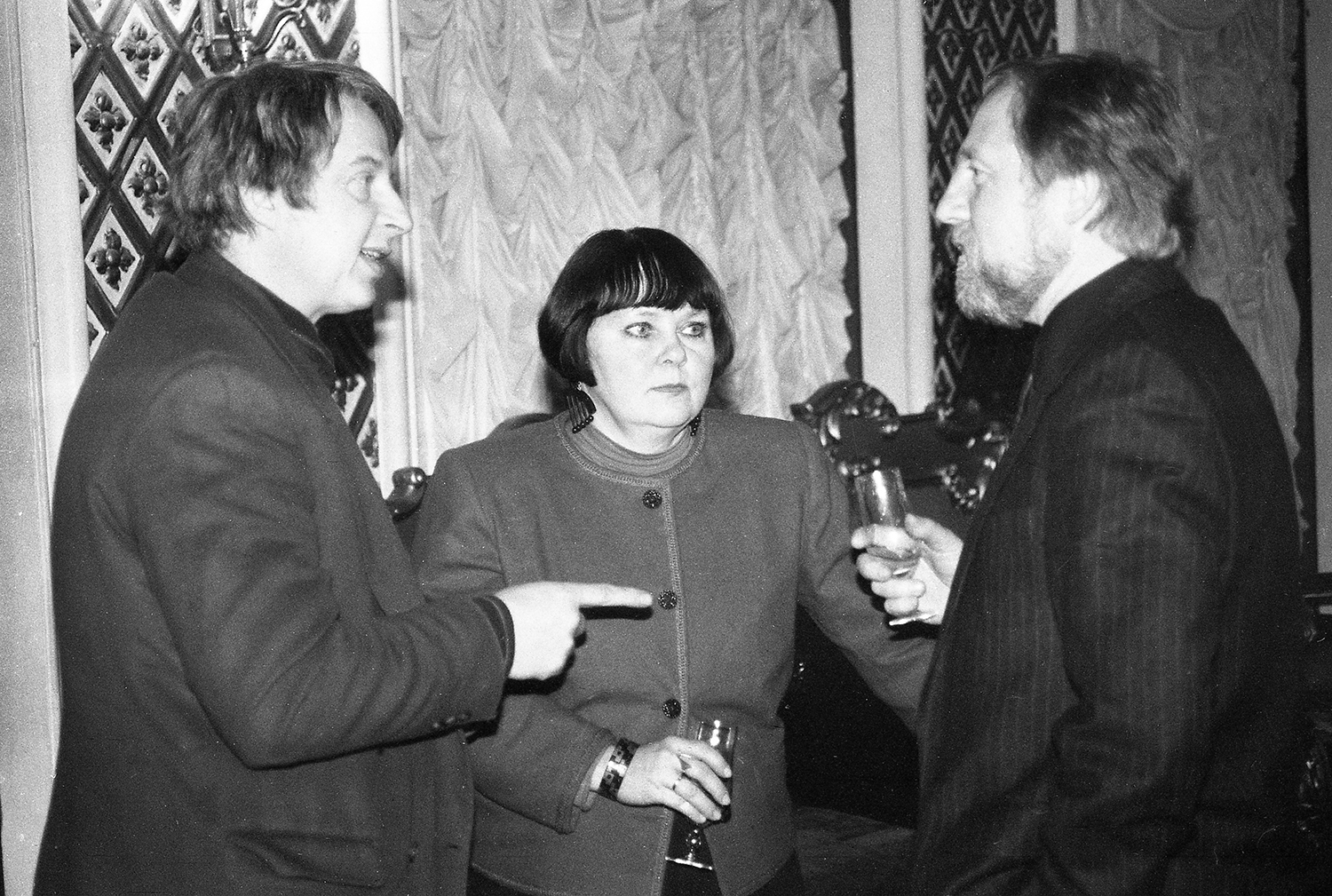
Andres Tolts, Mare Vint i Anatoli Strahhov 1994.

- 1985 Premi Jaan Jensen Book Graphics  (targetes postals de felicitació)
- 2001 Premi Kristjan Raua (exposició Pooltones a la Galeria d'Art de Tallinn)
- 2019 Premi Fons de dotació cultural d'Estònia per a les arts visuals i aplicades. (Durant mig segle de creacions gràfiques personalment minimalistes, que ha estat impulsada per la recerca de l'equilibri ideal de l'espai de la imatge i l'oposició al caos espacial que l'envolta. Un artista pertanyent a la generació d'influents artistes gràfics estonià, que representa la natura gràfica masculina i la feminitat masculina). segueix sent al mateix temps convincent i esquiva i ha superat les elegants generacions dels límits contemporanis.)